# Mesembryanthemum hypertrophicum
Mesembryanthemum hypertrophicum är en isörtsväxtart som beskrevs av Moritz Kurt Dinter. Mesembryanthemum hypertrophicum ingår i Isörtssläktet som ingår i familjen isörtsväxter. Inga underarter finns listade i Catalogue of Life.